# Stainton and Thornton
 (mars 2023).
Stainton and Thornton est une paroisse civile du Yorkshire du Nord, en Angleterre.